# Cryptonanus ignitus
Cryptonanus ignitus — вимерлий вид сумчастих ссавців родини Опосумові (Didelphidae). Вид перераховані як вимерлий, оскільки не був зафіксований з 1962 року, вся територія, в якій був зібраний зразок, була перетворена в сільське господарство та промисловість, і великі пошуки за останні 44 роки не змогли знайти цей вид.

## Етимологія
лат. ignitus — полумяний, маючи на увазі сильний глиняний колір живота.

## Опис
Голотип: дорослий самець, шкіра та череп. Великий розмір, загальна довжина 220 мм; довжина голови й тіла 105 мм; довжина хвоста 115 мм; довжина задньої лапи 15 мм; довжина вуха 17 мм. Хвіст довгий, злегка волохатий, з видимими лусками; луски округлі, розташовані в кільцевих рядах.

## Поширення
Цей вид є відомим тільки за типовим зразком із типової місцевості в провінції Жужуй, Аргентина. Типовий зразок був зібраний, коли регіон був порушений сільськогосподарським розвитком. Нічого не відомо про природну історію цього виду.